# ریان (سوئیس)
شهر ریان یکی از شهرهای کشور سوئیس است . که دارای جمعیت ۲۰۰۰۰ نفر است.

## نگارخانه

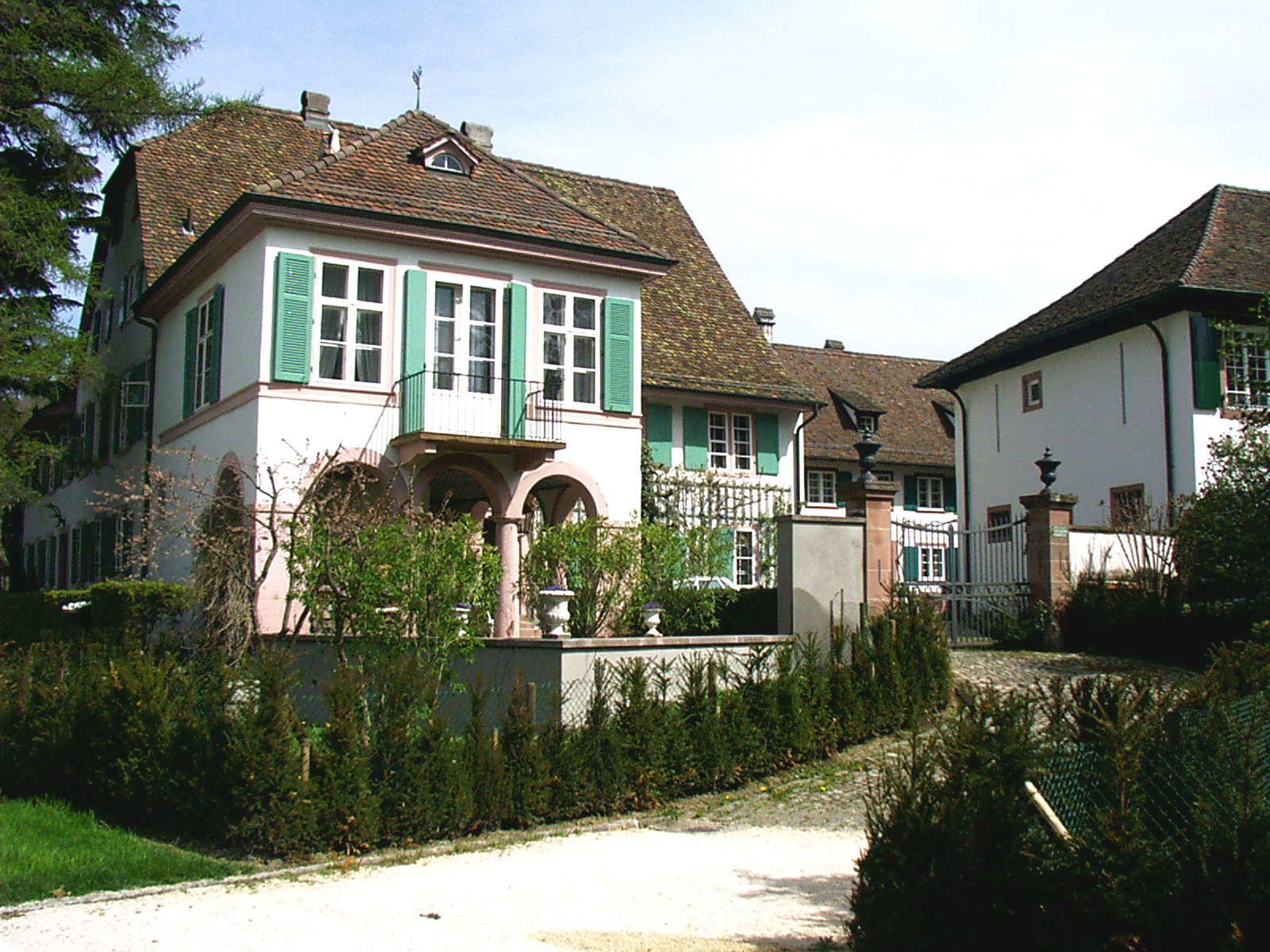
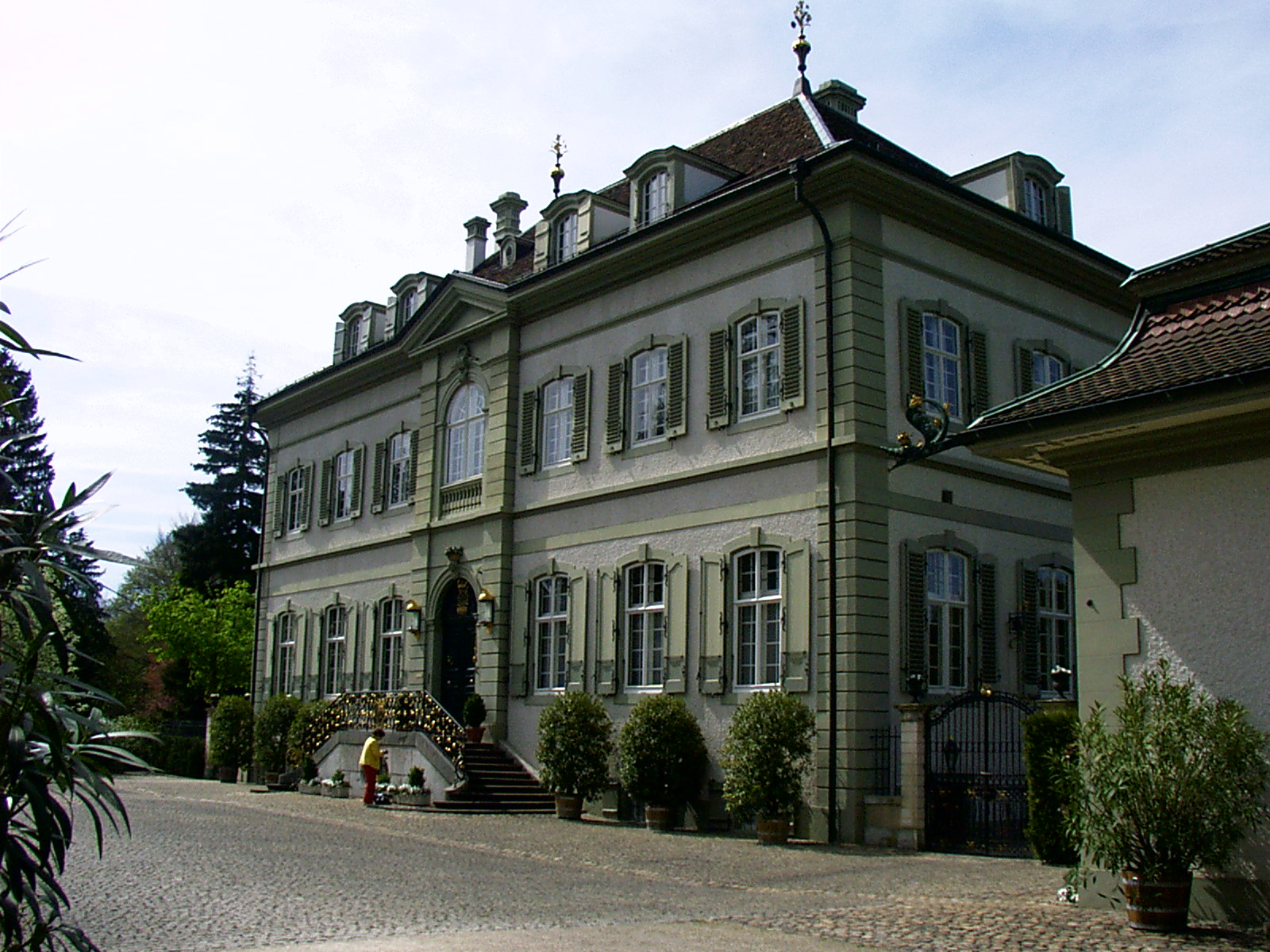
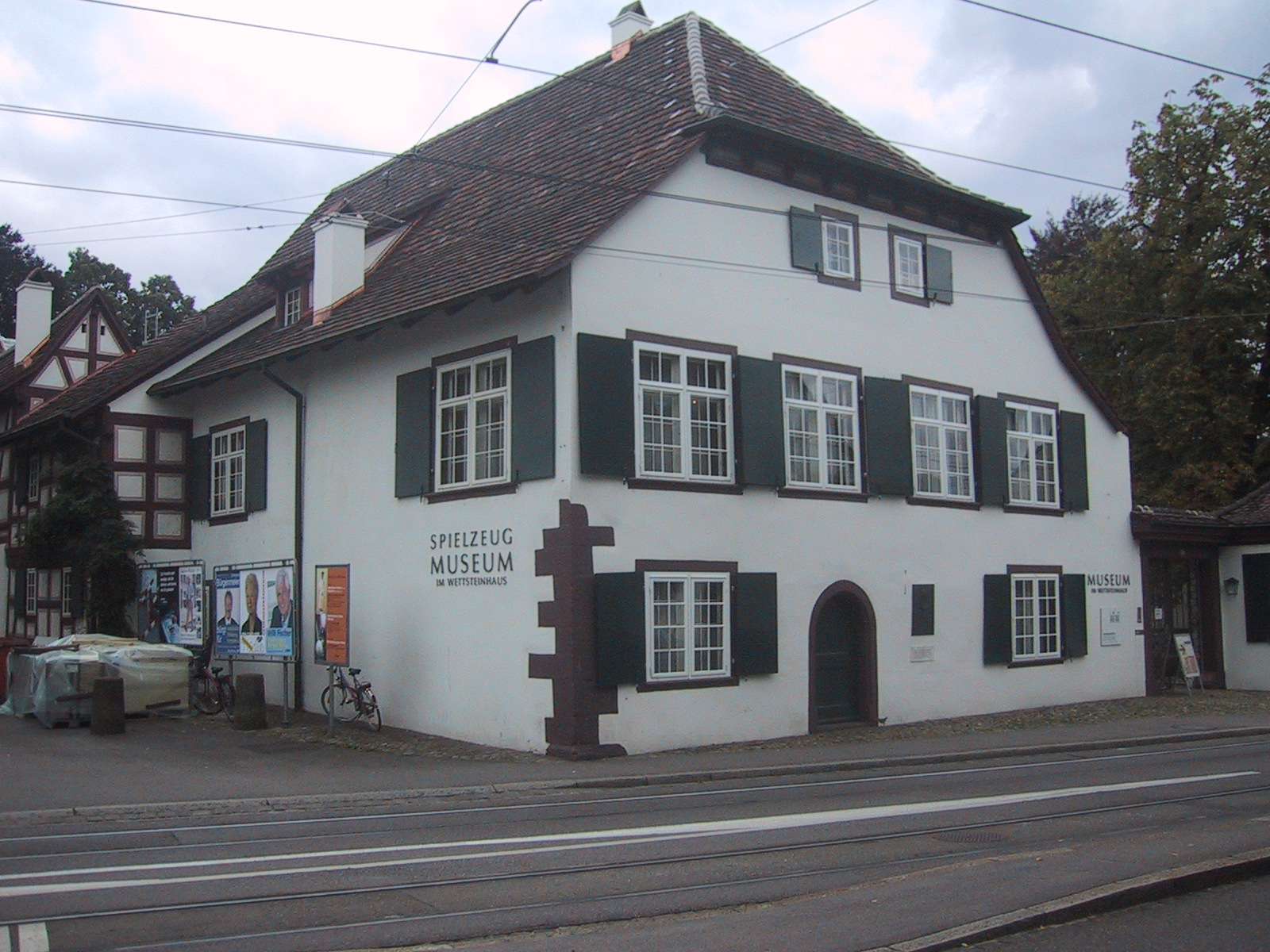